# RORSAT
RORSAT (Radar Ocean Reconnaissance SATellite) – zachodnia nazwa radzieckich satelitów radarowego rozpoznania oceanów (radzieckie określenie Upravlenniye Sputnik-Aktivny lub US-A). Satelity były wystrzeliwane w latach 1967-1988 pod przykrywką nazwy Kosmos w celu śledzenia okrętów NATO i innych państw za pomocą radaru.

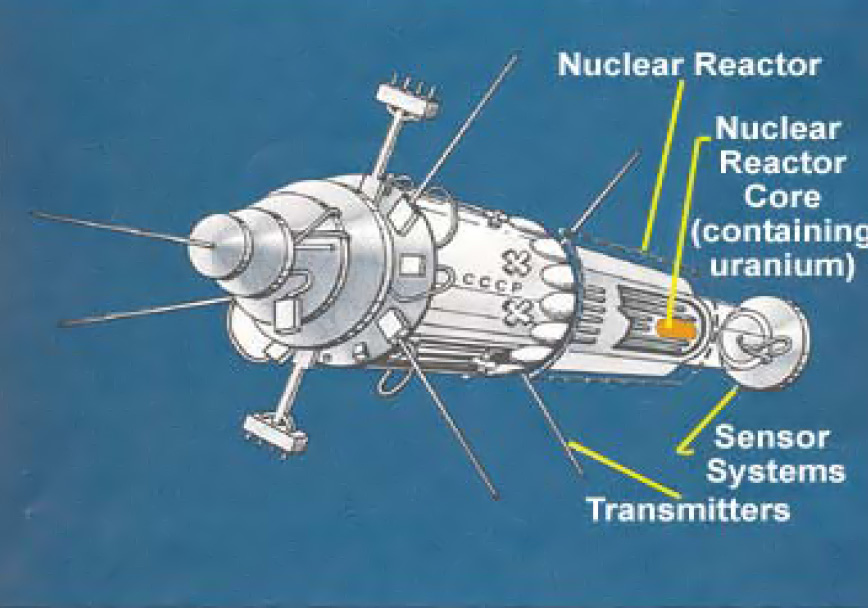
Kosmos 954

Aby radar pracował wydajnie potrzebował do zasilania dużych ilości energii, a satelity musiały być umieszczane na niskich orbitach. Z tego powodu nie można było stosować dużych baterii słonecznych (gdyż z powodu tarcia o atmosferę wysokość orbity zmniejszałaby się w miarę upływu czasu). Stąd, jako ewenement, zdecydowano się korzystać z reaktora jądrowego jako źródła zasilania. Jako paliwo do reaktora stosowano Uran-235. Stany Zjednoczone w tym czasie skupiały się raczej na rozwoju technologii zasilania za pomocą radioizotopowych generatorów termoelektrycznych (RTG).

## Znaczące wypadki
W normalnych warunkach przy kończeniu misji satelita wyrzucał paliwo z reaktora na wyższą orbitę. Jednak zanotowano kilka przypadków, gdy z powodu awarii materiał radioaktywny wracał na Ziemię, powodując skażenie atmosfery lub nawet powierzchni lądów.
- 25 kwietnia 1973 – awaria podczas startu. Reaktor wpadł do Pacyfiku na północ od Japonii.
- 24 stycznia 1978 – nieudane wyrzucenie materiału radioaktywnego na wyższą orbitę – materiał pozostaje w satelicie Kosmos 954, który rozbija się w północnej Kanadzie, powodując skażenie 124 tysięcy km².
- 1982 – Kosmos 1402. Nieudane wyrzucenie paliwa na orbitę. Mimo że oddzielone od satelity, paliwo powraca na Ziemię i wpada po kilku miesiącach do Oceanu Atlantyckiego.
- 1987 – Kosmos 1900. Zawodzi pierwszy system usuwający paliwo na orbitę. Zapasowy system wypycha paliwo na orbitę niższą o 80 km od planowanej.

## Inne zagrożenia
Chociaż w większości przypadków udało się umieścić na wyższych orbitach materiał radioaktywny przed zakończeniem misji satelitów, to te orbity cały czas się obniżają. W efekcie po kilkudziesięciu lub kilkuset latach ten materiał wróci na Ziemię, powodując skażenie.
RORSAT jest także głównym źródłem kosmicznych śmieci na wysokości około 950 km. Z powodu błędów konstrukcyjnych z satelitów wyciekła duża ilość chłodziwa sodowo-potasowego (NaK). Szacuje się, że na orbicie krąży około 110 tysięcy zamrożonych kulek chłodziwa wielkości 5–7 cm. Ponieważ zostało ono napromieniowane neutronami z reaktora, zawiera radioaktywny argon-39 z czasem połowicznego rozpadu 269 lat.